# لوکیچار
لوکیچار روستایی در استان ریفت والی، کنیا می‌باشد.